# Ascidia azurea
Ascidia azurea är en sjöpungsart som beskrevs av Monniot 1996. Ascidia azurea ingår i släktet Ascidia och familjen Ascidiidae. Inga underarter finns listade i Catalogue of Life.